# Blaydon
Blaydon eller Blaydon-on-Tyne är en stad och unparished area i distriktet Gateshead, i grevskapet Tyne and Wear, nordöstra England på högra stranden av floden Tyne. Orten hade 14 245 invånare år 2021.
Blaydon är en järnvägsknutpunkt och var tidigare känt för sin kemiska industri och kolgruvor som omgav staden.